# Markus van Baerle

Markus van Baerle (1986)

Markus van Baerle (* 11. Juni 1930 in Basel; † 14. Januar 1987 in Liestal; heimatberechtigt in Münchenstein und Basel) war ein Schweizer Unternehmer und Politiker (FDP).

## Leben

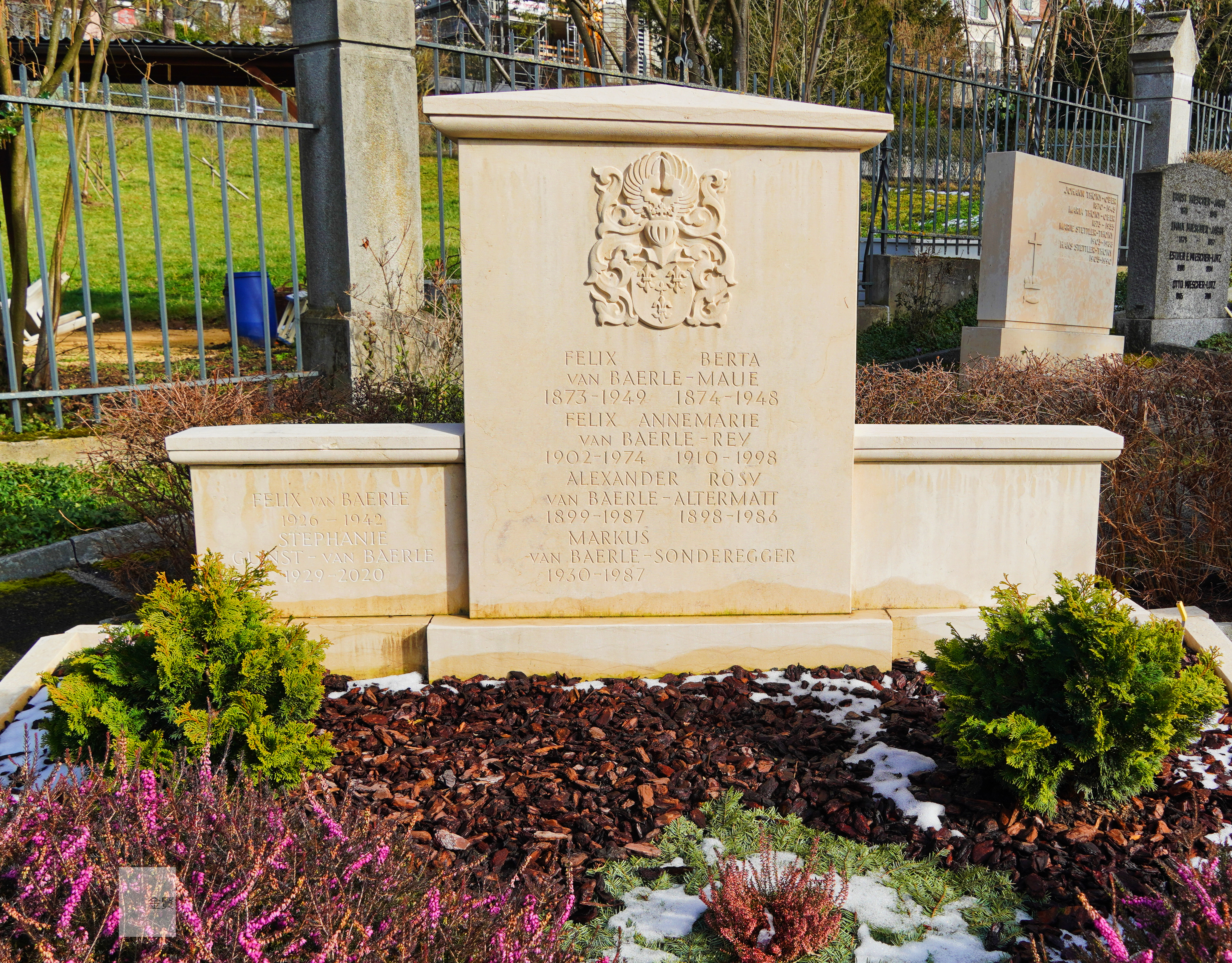
Familiengrab van Baerle auf dem Friedhof Münchenstein

Er wurde geboren als Sohn des Alexander, Unternehmers und Landrats, und der Rosa Altermatt. Nach einer Lehre als Seifensieder im väterlichen Betrieb in Münchenstein absolvierte er die Ausbildung zum Chemiker an der HTL Winterthur. Er wurde 1957 Betriebsleiter, 1968 Direktor und 1976 auch Verwaltungsrat des Familienbetriebs van Baerle & Cie. AG. 1957 heiratete er Erica Sonderegger.
Van Baerle war Präsident der Union Schweizerischer Seifen- und Waschmittelfabrikanten und Vorstandsmitglied der Schweizerischen Gesellschaft für Chemische Industrie und des Verbandes der Industriellen Baselland. Er gehörte zahlreichen Verwaltungsräten an.
Von 1974 bis 1983 gehörte er dem Landrat des Kantons Basel-Landschaft an, den er im Amtsjahr 1978/79 präsidierte. Ab 1983 war er Regierungsrat und leitete die Bau- und Landwirtschaftsdirektion.
Max van Baerle erlag während einer Wahlkampfveranstaltung einem Herzinfarkt.